# Bernard de Roos
Bernard de Roos (* 9. August 1957 in Amsterdam, Niederlande) ist Geschäftsführer der Sportsmarketing Agentur AIM Sport AG und war Generalbevollmächtigter der Geschäftsführung der Arena Sport Rechte und Marketing GmbH.

## Leben
Bernard de Roos studierte Kommunikationswissenschaften an der Freien Universität Amsterdam sowie Sportsmanagement an der Universität von Amsterdam. Er promovierte dort mit seiner Arbeit „Sport & Markt“.
1978 wurde de Roos Chef-Trainer der niederländischen Segel-Nationalmannschaft. 1984 gewann er mit seinem Schützling Stephan van den Berg die Goldmedaille im Segeln bei den Olympischen Spielen in Los Angeles. Anschließend ging er als Direktor zum Nationalen Olympischen Komitee der Niederlande.
1988 stieg er ins Sportsmarketing ein, zunächst in Holland als Manager bei der Top Sports Group. Zwei Jahre später wechselte er zur Vermarktungsagentur ISL Marketing (Heute: FIFA Marketing AG) in der Schweiz. 1991 ging Bernard de Roos zur T.E.A.M. Television Event And Media Marketing AG. Dort vermarktete er den Europapokal der Landesmeister und entwickelt daraus die UEFA Champions League.
1999 gründete er zusammen mit dem Münchner Medienunternehmer Herbert Kloiber die Agentur AIM International AG. Zusammen kauften sie die Fernsehrechte der UEFA Champions League. Anstatt auf den großen Sendern RTL oder Sat.1 lief die Königsklasse nun auf Kloibers damaligem Sender TM3. Des Weiteren war die Marketingagentur unter anderem zuständig fürs Sponsoring des rasch expandierenden niederländischen Braugiganten Heineken. 2005 übernahm de Roos den AIM-Anteil Kloibers.
Für Aufsehen sorgte de Roos, als er am 21. Dezember 2005 im Auftrag des Kölner Kabelnetzbetreibers Unity Media mit ihrer Tochterfirma Arena Sport Rechte und Marketing GmbH in einem spektakulären Bieterverfahren die audio-visuellen Verwertungsrechte der Bundesliga im Bezahlfernsehen ab der Saison 2006/2007 zugesprochen bekam. In den ersten Monaten nach der Rechtevergabe fungierte Bernard de Roos als Sprecher und Generalbevollmächtigter der Arena Geschäftsführung.
Bernard de Roos heiratete während der Olympischen Sommerspiele 1980 in Tallinn, am Austragungsort der Segelwettbewerbe, die Autorin Irena de Roos. Er hat seinen Wohnsitz am Vierwaldstättersee im schweizerischen Kanton Luzern. In seiner Freizeit soll er häufig auf dem Fußballplatz zu finden sein. In seiner Jugend spielte er im Mittelfeld bei Ajax Amsterdam.

## Nachweise
- AIM Sport AG.
- Hofer, J. & Siebenhaar, H.P. (2006, 15.2.). Bernard de Roos – Der Herr der Bundesliga. Handelsblatt Nr. 33, Seite 13.
- Martin, U. & Ruzas, S. (2006, 2.1.) Interview „Die Bundesliga kann sich jeder leisten“. FOCUS, Ausgabe 01/06, Seite 108–110
- Sedlmaier, H. (2006, 1.1.). Sport ist mein Leben – Portrait Bernard de Roos. Euro am Sonntag, Ausgabe 01/06.

| Personendaten    | Personendaten |
| ---------------- | --- |
| NAME             | Roos, Bernard de |
| KURZBESCHREIBUNG | niederländischer Manager, Geschäftsführer Arena Sportrechte und Marketing GmbH und Geschäftsführer AIM International AG |
| GEBURTSDATUM     | 9. August 1957 |
| GEBURTSORT       | Amsterdam |